# Bad Dürkheim
Bad Dürkheim – uzdrowiskowe miasto powiatowe w Niemczech, w kraju związkowym Nadrenia-Palatynat, siedziba powiatu Bad Dürkheim. W 2009 liczyło 18 848 mieszkańców. Zajmuje powierzchnię 102 km².
Miasto dzieli się na pięć dzielnic: Grethen, Hardenburg, Leistadt, Seebach i Ungstein, przez które przebiega 14 ścieżek rowerowych prowadzących do zabytków kultury i sztuki oraz malowniczych zakątków.
W mieście znajduje się stacja kolejowa Bad Dürkheim. 

## Historia
Około 1000 p.n.e. osiedlili się na tych terenach Celtowie, po których przyszli Rzymianie, przynosząc ze sobą pierwsze winorośla. Obecnie Bad Dürkheim jest jedną z gmin, w których produkcja wina jest prowadzona na znaczącą skalę (powierzchnia winnic wynosi 900 ha).
W XIV wieku miejscowości przyznano prawa miejskie. Ze swoimi siedmioma leczniczymi źródłami od 1847 jest uzdrowiskiem solankowym, w 1904 miasto otrzymało przedrostek „Bad” i od tego czasu nazywa się Bad Dürkheim. Miasto jest centrum kuracyjnym i leczniczym. W 1969 r. Bad Dürkheim zostało siedzibą administracyjną powiatu Bad Dürkheim. W 2003 świętowano 1225. rocznicę powstania miasta.

## Gospodarka
Bad Dürkheim to centrum obróbki papieru i tworzyw sztucznych, przeróbki drewna, uszlachetniania metali, salonów samochodowych, małych i dużych przedsiębiorstw oraz firm usługowych. W ponad 1 tys. podmiotach gospodarczych pracuje około 9 tys. osób. Na istniejącym od prawie 40 lat terenie przemysłowym Bruch znajduje się 120 zakładów zatrudniających 1,4 tys. pracowników. Obok winiarstwa (ze 154 przedsiębiorstw rolniczych aż 149 zajmuje się uprawą winorośli) duże znaczenia odgrywa w Bad Dürkheim turystyka oraz uzdrowiska. Miasto dysponuje 2,7 tys. miejscami noclegowymi oraz ponad 120 restauracjami i kawiarniami.

## Turystyka
Miasto słynie z wina oraz wielu atrakcji turystycznych. Można tu zobaczyć m.in. liczne kościoły, ruiny klasztoru, pijalnie wód, muzea, kasyna, uzdrowiska z parkami, centrum kultury i wiele innych atrakcyjnych miejsc.
Z powstaniem największego festynu wina Wurstmarkt w Bad Dürkheim wiąże się historia pielgrzymek do kaplicy św. Michała. W zamierzchłych czasach właściciele winnic częstowali pielgrzymów przybywających do kaplicy winem i kiełbasą (stąd jego nazwa). W 1601 kaplica została zniszczona, a w 1990 r. powstała nowa, ufundowana przez mieszkańców miasta.
Atrakcją Bad Dürkheim jest największa na świecie beczka wina z 1934 o pojemności 1,7 milionów litrów. Wybudował ją winiarz i mistrz bednarski Fritz Keller jako realizację swoich marzeń. Do jej budowy wykorzystano 200 świerków o wysokości 40 m. Przerobiono ponad 200 m³ drewna. Obecnie mieści się w niej restauracja dla 150 gości, gdzie serwuje się przede wszystkim wino.
Przez Bad Dürkheim przebiega Deutsche Weinstraße (Niemiecki Szlak Wina). Miasto znane jest z produkcji wina czerwonego i białego oraz festynów z tym związanych. Odbywają się tu największe na świecie targi wina i szampana. Szczególnym specjałem są wina Barrique. W marcu każdego roku w ogrodach właścicieli winnic rozpoczynają się festyny wina i trwają aż do późnej jesieni.
Poza miastem znajdują się ruiny byłego klasztoru benedyktynów Limburg. Obecnie odbywają się tam koncerty i spektakle teatralne. Miejsce to leży na szlaku turystycznym przebiegającym przez Bad Dürkheim.
W części parku uzdrowiskowego znajduje się pijalnia wód pochodząca z przełomu 1934/35 roku. Można w niej korzystać z inhalacji.
W barokowym budynku z 1781 mieści się centrum kultury Catoir, gdzie znajduje się muzeum i gdzie odbywają się różne imprezy i wystawy. Jednak wielką chlubą dla Bad Dürkheim jest muzeum nauk przyrodniczych Pfalzmuseum für Naturkunde – Pollichia-Museum, w którym eksponowane są najstarsze okazy przyrody.
Rezydencja z lat 1822–1826 położona obok parku uzdrowiskowego jest siedzibą uzdrowiska i restauracji z kasynem. W pobliżu wybudowano studnię ku czci Valentina Ostertag – mecenasa miasta.
Kuracjusze przebywający na terenie miasta mają do dyspozycji urządzenia medyczne do leczenia kręgosłupa. Tu znajduje się także jedna z największych tężni w Niemczech Saline. Źródła wód solnych, znajdujących się na tym terenie, znane były mnichom z klasztoru Limburg już w 1136 roku. Długość całego obiektu wynosi 333 m i jest czynny w okresie od maja do końca września.
W Bad Dürkheim znajdują się uzdrowiska, w których można skorzystać z kuracji winogronowej, sauny, basenu, studia fitness, odnowy biologicznej. Klinika na terenie miasta specjalizuje się w leczeniu chorób reumatycznych i psychosomatycznych. Jedną z atrakcji turystycznych jest najstarszy budynek pochodzący z 1559 roku.
Będąc w Bad Dürkheim można zwiedzić kilka zabytkowych kościołów, m.in. kościół św. Ludwika (St. Ludwig), a także ratusz w dzielnicy Leistadt czy rzymską piwnicę wina.

## Współpraca
Miejscowości partnerskie:
- Bad Berka, Niemcy
- Emmaus, Stany Zjednoczone
- Kempten (Allgäu), Niemcy
- Kluczbork, Polska
- Michelstadt, Niemcy
- Paray-le-Monial, Francja
- Wells, Wielka Brytania